# Héctor Yazalde
Héctor Yazalde (n. 29 mai 1946, Avellaneda - d. 18 iunie 1997, Buenos Aires) a fost jucător de fotbal argentinian, care a jucat pe postul de atacant.
Supranumit Chirola, Yazalde a marcat 46 de goluri într-un singur sezon cu Sporting CP, fiind distins cu Pantoful de Aur European din acel sezon.

## Premii obținute
- Gheata de aur (1974)

## Legături externe
- Héctor Yazalde pe footballzz.co.uk
- Profilul lui Héctor Yazalde pe ForaDeJogo
- Héctor Yazalde pe site-ul National-Football-Teams.com
- Héctor Yazalde pe site-ul FIFA (arhivat)